# Romsauer Lajos (orvos)

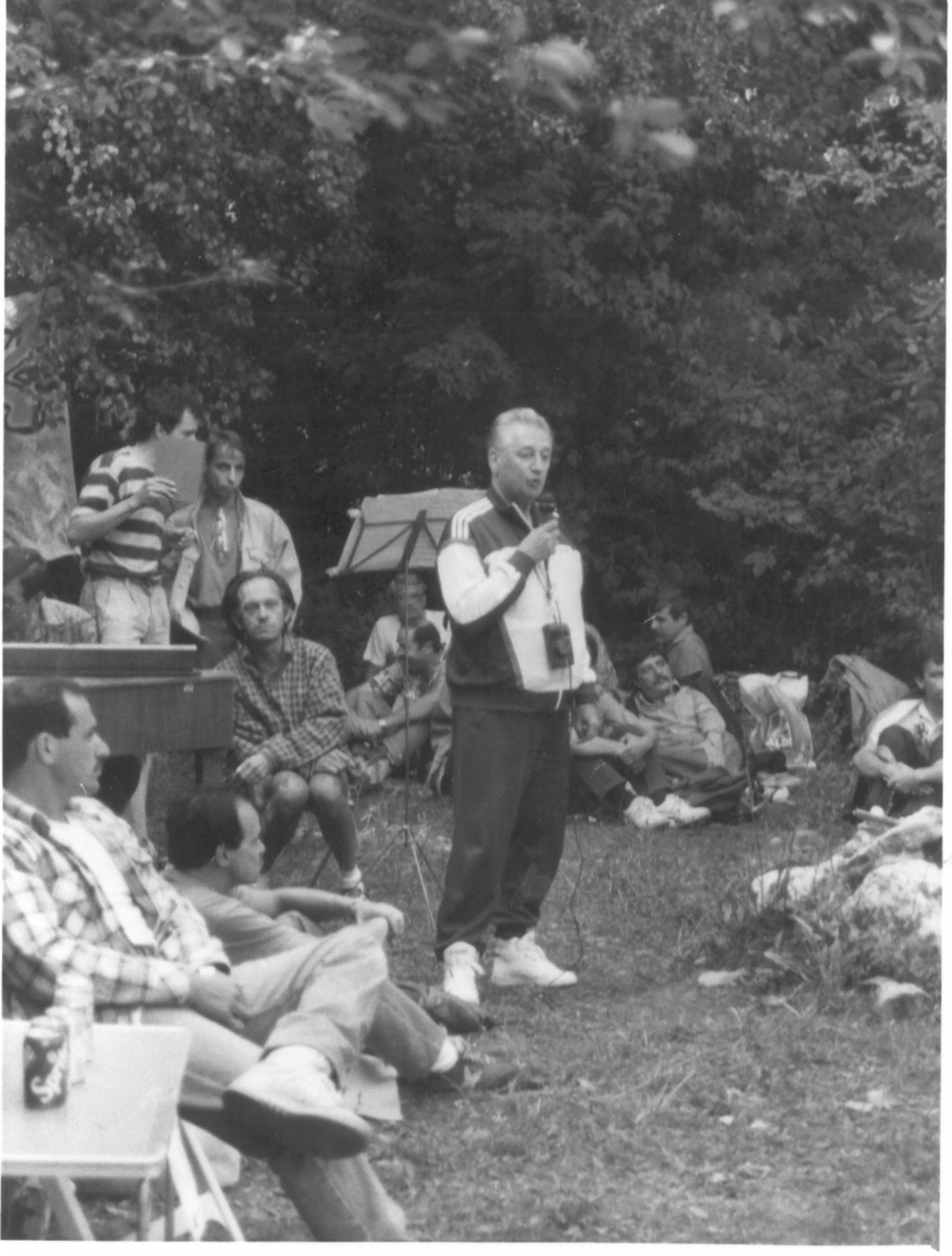
Romsauer Lajos beszél az 1993-as Pink Pikniken

Romsauer Lajos Tibor, "Romzi" (Budapest, 1936. május 31. –‎ Izsák, 2011. február 28.) pszichiáter szakorvos, igazságügyi elmeszakértő, addiktológus, az első magyar melegegyesület elnöke.

## Életpályája
Pszichiáter szakorvos, igazságügyi elmeorvos, addiktológus volt, egy ideig a XV. kerületi Ideggondozó főorvosa, később a kábítószer-függőség kezelésének egyik jeles hazai képviselője, aki korábban főorvosként, Rákospalotán, a Depedencia Rendelőben csoportterápiás foglalkozást vezetett kábítószer-függő embereknek.
Az Anonym AIDS Tanácsadó Szolgálat alapító tagja, valamint a Karolina úti szűrőállomás alapítója.
A Homeros Egyesület elnökévé is megválasztották, az első ember volt Magyarországon, aki 1987 májusában, 52 évesen nyíltan felvállalta melegségét. Állítása szerint már gyermekkorában tisztában volt melegségével. Először húszévesen osztotta meg ezt az információt másokkal.
Egyik aláírója volt annak az 1993-as alkotmánybírósági beadványnak, melyet a Homeros Egyesület és a Lambda Budapest Baráti Társaság nyújtott be a Btk. 199. paragrafusa, vagyis a beleegyezési korhatár különbözőségének eltörlése érdekében (a törvényszakaszt az AB végül 2002-ben törölte el).
2009-ben a Háttér Társaság Közéleti Díjában részesült, személyesen már nem tudta átvenni megromlott egészségi állapota miatt.
Hosszas, súlyos betegség után hunyt el, 74 éves korában.
Birtalan Balázs a következőképpen beszélt Romsauer Lajosról, s a hazai melegmozgalom kezdeteiről egy interjújában: „Voltak látszólag nagyon jó, ötletes és népszerű kezdeményezések, amelyek nem tudtak túlnőni kitalálóik egyéniségén, s nem élték túl az ő lelkesedésüket. És voltak olyanok, amelyekről bárki azt mondta volna keletkezésükkor, hogy nyilvánvalóan egyetlen ember karizmájának megnyilvánulásai – mégis prosperálnak, holott az alapító már rég visszavonult. Ilyen egyébként maga a hazai melegmozgalom mint olyan: annak idején, még a rendszerváltás előtt egy valaki volt, aki a nyakába vette az egészet, és bevállalta a nyilvánosságot kamerástól, mindenestől. Akkoriban és az ezt követő pár évben elképzelhetetlen volt úgy megszólalni a homoszexualitás témájában, hogy az ember kikerülje dr. Romsauer Lajos nevét. Ma nagyon kevesen tudják róla, ki is ő. Az idő őt igazolta: éppen ezzel a felejtéssel.”